# Pietro de Mallarede
Pietro de Mallarede (ur. 1659 w Chambéry, zm. 1730) – włoski polityk i dyplomata na służbie Królestwa Sardynii i dynastii Sabaudzkiej.
Karierę rozpoczął jako intendent rejonu i masta Nicea. W latach 1703–06 był posłem królestwa w Szwajcarii, a w 1711 roku - w Wiedniu. W latach 1712–1713 obecny na kongresie w Utrechcie. W imieniu Sabaudów podpisał pokój w Utrechcie. Uczyniony hrabią od 1717 roku był sekretarzem stanu i głównym ministrem Królestwa Sardynii.